# Бушуев, Георгий Иванович
Георгий Иванович Бушуев (1925 — 1998) — председатель ВКВС СССР, кандидат юридических наук, генерал-лейтенант юстиции.

## Биография
В 1960 году защитил кандидатскую диссертацию в Военно-политической академии имени В. И. Ленина. С 1967 до 1971 возглавлял военный трибунал Сибирского военного округа. С 1975 по 1989 возглавлял Военную коллегию Верховного суда СССР, председательствуя на важнейших судебных процессах, например на суде над генерал-майором ГРУ Д. Ф. Поляковым.

## Публикации
- Защита социалистического отечества. Под ред. М. М. Славина. — Москва : Московский рабочий, 1980. - 142 с. ; 17. — (Беседы о Конституции СССР)[3][4].
- Уголовная ответственность военнослужащих за самовольное оставление части и неявку в срок на службу. Автореферат дис. на соискание учен. степени кандидата юрид. наук / Воен.-полит. ордена Ленина Краснознам. акад. им. В. И. Ленина. — Москва : [б. и.], 1960. - 21 с.; 20 см.[5].
- Правовое воспитание советских воинов. — М.: Воениздат, 1976. — 135 с.; 21 см.[6].
- Судья в уголовном процессе; отв. ред. М. А. Шапкин. — Москва : Юридическая литература, 1984. — 112 с.[7][8].
- Судебная деятельность как объект надзора. Советская юстиция, 1986.
- Надзор за судебной деятельностью. Советское государство и право, 1988.
- Совещание судей при постановлении приговора; отв. ред. М. А. Шапкин. — Москва : Юридическая литература, 1988. — 112 с.